# Mollkirch
Mollkirch település Franciaországban, Bas-Rhin megyében. Lakosainak száma 881 fő (2022. január 1.). Mollkirch Grendelbruch, Gresswiller, Heiligenberg, Muhlbach-sur-Bruche, Niederhaslach, Rosenwiller és Rosheim községekkel határos.

## Népesség
A település népességének változása:
| Lakosok száma | 954  | 925  | 953  | 923  | 914  | 905  | 896  | 887  | 881  |
|               | 2013 | 2015 | 2016 | 2017 | 2018 | 2019 | 2020 | 2021 | 2022 |